# Петрова, Надежда Викторовна
Наде́жда Ви́кторовна Петро́ва (род. 8 июня 1982 года, Москва, СССР) — российская теннисистка; победительница двух Итоговых чемпионатов WTA (2004 и 2012) в парном разряде; финалистка двух турниров Большого шлема в парном разряде (Открытый чемпионат США-2010, Открытый чемпионат Франции-2012); бронзовая призёрка Олимпийских игр в Лондоне в парном разряде; победительница 37 турниров WTA (13 — в одиночном разряде); обладательница Кубка Федерации и Кубка Хопмана (оба — 2007) в составе сборной России; бывшая третья ракетка мира в одиночном и парном рейтинге.
На юниорском уровне была также третьей ракеткой мира; победительница одного юниорского турнира Большого шлема в одиночном разряде (Открытый чемпионат Франции-1998); финалистка одного юниорского турнира Большого шлема в одиночном разряде (Открытый чемпионат США-1999); финалистка одного юниорского турнира Большого шлема в парном разряде (Открытый чемпионат Франции-1999); финалистка одиночного турнира Orange Bowl (1998).

## Общая информация
Надежда родилась в семье спортсменов. Отец Виктор был метателем молота, мать Надежда Ильина — бронзовый призёр летних Олимпийских игр 1976 года в эстафете 4×400 м. Мать Надежды погибла в автокатастрофе в 2013 году.
Играть в теннис начала в возрасте восьми лет. В 12 лет вместе с родителями уехала из России, сначала в Египет, а затем в Польшу. Позже Петрова переехала в Нидерланды, где работала с тренером Гленом Шаапом.
Россиянка открыла в США собственную компанию под названием Petrova Dream Team. Планирует вести благотворительные акции в помощь детям. Возможно, займётся разработкой линии теннисной одежды.
11 января 2017 года Надежда Петрова объявила о завершении профессиональной спортивной карьеры.
Награды
Медаль ордена «За заслуги перед Отечеством» II степени (13 августа 2012 года) — за большой вклад в развитие физической культуры и спорта, высокие спортивные достижения на Играх XXX Олимпиады 2012 года в городе Лондоне (Великобритания).
Взгляды
Высказывалась в поддержку легализации однополых браков и возможности усыновления детей гей-парами.

## Спортивная карьера

### Начало карьеры
Петрова обратила на себя внимание уже на юниорском уровне. В 1998 году она стала победительницей Открытого чемпионата Франции в одиночном разряде среди девушек. В финале она обыграла Елену Докич. В том же сезоне она сыграла в финале престижного юниорского турнира Orange Bowl. В 1999 году она добавила в список юниорских достижений выход в финал на Открытого чемпионата США в одиночном и финал Открытого чемпионата Франции в парном разряде. Петрова поднималась в рейтинге юниоров на третью позицию.
Свой первый титул из цикла ITF Надя завоевала ещё в 1997 году на 10-тысячнике в Тбилиси. В 1998 году она выиграла ещё три 10-тысячника ITF, а в июле дебютировала в WTA-туре, когда россиянка получила специальное приглашение на турнир в Варшаве. Дебют на взрослом турнире серии Большого шлема в основной сетке состоялся в январе 1999 года, когда Петрова через квалификационный отбор пробилась на Открытый чемпионат Австралии. В конце того сезона она впервые поднялась в сотню лучших ракеток мира.
На Открытом чемпионате Австралии 2000 года Петрова смогла выйти в третий раунд. В марте она хорошо сыграла на турнире 1-й категории в Майами. Во втором раунде 17-летняя россиянка одержала первую в карьере победу над представительницей топ-10, переиграв Жюли Алар-Декюжи. По итогу петрова смогла дойти до четвертьфинала, где проиграла второй ракетке мира Линдсей Дэвенпорт.
В апреле 2001 года Петрова сумела выйти в полуфинал грунтового турнира в Амелия-Айленде. На главном грунтовом турнире Ролан Гарросе Надя впервые вышла в четвёртый раунд Большого шлема. Первый титул WTA к ней пришёл в июне в парном разряде на турнире в Хертогенбосе, где Петрова выступала в дуэте с Руксандрой Драгомир-Илией. На Уимблдонском турнире она, как и во Франции, смогла выйти в стадию четвёртого раунда. В июле Петрова дебютировала в составе сборной России в розыгрыше Кубка Федерации. Во встрече второго раунда против команды Словакии она сыграла парную встречу и помогла россиянкам пройти Словакию с общим счётом 3-2. В конце сезона Петрова взяла ещё один парный трофей на турнире в Линце в команде с Еленой Докич. В финальном турнире кубка Федерации Петрова уже играла за сборную и в одиночных встречах. Пройдя в финальный матч против сборной Бельгии, россиянки проиграли со счётом 1-2.
Сезон 2002 года Надя начала с полуфинала турнира в Голд-Косте. В этой встрече против третьей ракетки мира Винус Уильямс Петрова не смогла доиграть матч из-за травмы стопы. Она выбыла на семь месяцев и вернулась на корт уже в августе, незадолго до Открытого чемпионата США. На самом Большом шлеме в США она смогла в парных соревнованиях добраться до полуфинала в альянсе с австралийкой Николь Пратт. В октябре на домашнем турнире в Кубок Кремля в Москве в первом раунде Петровой удалось выиграть у № 10 в мире Мартины Хингис в двух сетах. Совместно Еленой Докич она второй год подряд выиграла парные соревнования в Линце.

### 2003—2004 (полуфинал во Франции и топ-10)
На Открытом чемпионате Австралии 2003 года Петрова вышла в третий раунд, уступив там Патти Шнидер. В парном разряде в дуэте с Кончитой Мартинес она добралась до четвертьфинала. На Открытом чемпионате Франции Петрова выступила хорошо и смогла выйти в свой первый полуфинал Большого шлема. Уже в первом раунде Надя смогла одолеть известную теннисистку Монику Селеш. Затем она легко обыграла менее известных теннисисток Сильвию Талаю и Мариссу Ирвин. В четвёртом раунду Петрова в трёх сетах обыграла седьмую ракетку мира Дженнифер Каприати. В четвертьфинале она одолела соотечественницу Веру Звонарёву. В борьбе за выход в финал Петрова проиграла № 2 в мире Ким Клейстерс. Этот результат позволил россиянке с 76-го места рейтинга подняться на 29-е.
В июне 2003 года на травяном турнире в Хертогенбосе Петрова вышла в полуфинал. а на Уимблдоне закончила выступления в третьем раунде. На Открытом чемпионате США она впервые прошла в четвёртый раунд. В начале октября на домашнем турнире 1-й категории Кубке Кремля Надя завоевала парный приз в команде с Меган Шонесси. Американка становится основной партнёршей Петровой по парным выступлениям на следующий сезон. На турнире в Цюрихе Петрова вышла в полуфинал, а на турнире в Линце смогла дойти до дебютного в карьере одиночного финала WTA, но уступила в борьбе за титул Ай Сугияме со счётом 5-7, 4-6. Ещё одного полуфинала Петрова достигла на турнире в Филадельфии. По итогам сезона 2003 года Петрова заняла 12-е место в рейтинге и удостоилась награды от ассоциации за лучший прогресс года.
Сезон 2004 года Петрова начала с выхода в финал турнира в Голд-Косте. В шаге от первого одиночного титула её вновь останавливает Ай Сугияма — 6-1, 1-6, 4-6. Неплохо выступила Надя на турнире 1-й категории в Майами в марте месяце. В одиночной сетке она смогла продвинуться в полуфинал, а в парном разряде выиграла титул в дуэте с Меган Шонесси. Следующий совместный трофей Петрова и Шонесси завоевали в апреле на турнире в Амелия-Айленде. Там же в одиночных соревнованиях россиянка вышла в полуфинала и обыграла в 1/4 финала № 7 на тот момент Серену Уильямс. Она смогла впервые подняться в одиночном рейтинге в топ-10. В мае на двух турнирах 1-й категории в Берлине и Риме Петрова и Шонесси были сильнее всех в парном разряде. На кортах Ролан Гаррос Надя проиграла на стадии третьего раунда, а в парных соревнованиях вышла в четвертьфинал с Меган Шонесси. Также до четвертьфинала их дуэт добрался на Уимблдонском турнире, а в одиночках Петрова вышла в четвёртый раунд.
Летом 2004 года Петрова и Шонесси победили на турнире в Лос-Анджелесе в парном разряде. В августе Надя сыграла на первых для себя Олимпийских играх, которые проводились в Афинах. Во втором раунде она проиграла француженке Мари Пирс. Ещё один парный трофей в альянсе с Шонесси она завоевала в Нью-Хейвене, он стал десятым парным титулом в карьере Петровой. На Открытом чемпионате США Надя смогла сотворить сенсацию и на стадии четвёртого раунда обыграть впервые в карьере первую ракетку мира, которой на тот момент была Жюстин Энен-Арденн (6-3, 6-2). В четвертьфинале Петрова проиграла Светлане Кузнецовой, которая затем победила на турнире. В осенней части сезона она трижды смогла выйти в полуфинал, на турнирах на Бали, в Линце и Филадельфии. В конце сезона Петрова и Шонесси стали победительницами Итогового чемпионата WTA в парном разряде.

### 2005—2006 (второй полуфинал во Франции и третья ракетка в мире)
На Открытом чемпионате Австралии 2005 года Петрова прошла в четвёртый раунд. где проиграла Серене Уильямс. В феврале на зальном турнире в Париже она вышла в полуфинал. В марте Петрова достигла высшей в карьере позиции в парном рейтинге, поднявшись на третью позицию. В следующий одиночный полуфинал Надя вышла в апреле на турнире в Амелия-Айленде. В мае на турнире 1-й категории в Берлине Петрова в четвертьфинале обыграла третью в мире Амели Моресмо. В полуфинале она добилась победы над Еленой Янкович и прошла в решающий матч. Здесь её соперницей стала Жюстин Энен-Арденн, которой Петрова уступила со счётом 3-6, 6-4, 3-6. После турнира в Берлине она вернула себе место в первой десятке одиночного рейтинга. На Ролан Гаррос Петрова во второй раз в карьере вышла в полуфинал. В четвёртом раунде она обыграла № 12 посева Елену Бовину, а в четвертьфинале № 29 посева Ану Иванович. В финал Петрову не пустила бельгийка Энен-Арденн.
На Уимблдонском турнире 2005 года Петрова впервые вышла в четвертьфинал, где уступила Марии Шараповой. Также она вышла в 1/4 финала и в парном разряде в дуэте с Меган Шонесси. На Открытом чемпионате США Надя, как и на Уимблдоне, дошла до четвертьфинала и вновь на этой стадии её обыгрывает Мария Шарапова. В середине октября Петрова вышла в финал турнира в Бангкоке, где проигрывает Николь Вайдишовой — 1-6 7-6(5) 5-7. Наконец-то, завоевать свой первый одиночный титул ей удалось через две недели после этого финала. На турнире в Линце Петрова вышла в свой пятый финал WTA и впервые в карьере смогла в нём победить. Она обыграла представительницу Швейцарии Патти Шнидер со счётом 4-6, 6-3, 6-1. На турнире в Филадельфии она вышла в полуфинал. В концовке сезона Надежда впервые отобралась на Итоговый чемпионат WTA в одиночном разряде. В своей группе она смогла разгромить Марию Шарапову (6-1, 6-2), но проиграла два других матча — Патти Шнидер и Линдсей Дэвенпорт, и не вышла из группы. Сезон 23-летняя россиянка завершила в топ-10, на 9-й позиции.
На старте сезона 2006 года Петрова смогла выйти в полуфинал турнира в Окленде. На Открытом чемпионате Австралии она в четвёртый раз подряд вышла в четвертьфинал Большого шлема (из них один раз на Ролан Гаррос она прошла до полуфинала) и в третий раз подряд проиграла на той стадии Марии Шараповой. В феврале Надя вышла в полуфинал зального турнира в Антверпене. В начале марта на турнире в Дохе Петрова выиграла свой второй одиночный турнир в туре. Для этого в финале она обыгрывает вторую в мире Амели Моресмо — 6-3, 7-5. Следующую победу она одерживает в апреле на турнире в Амелия-Айленде, переиграв в титульном матче Франческу Скьявоне — 6-4, 6-4. Через неделю, находящаяся в лучшей своей форме, Петрова выиграла ещё один трофей на турнире 1-й категории в Чарлстоне, где в финале победила Патти Шнидер со счётом 6-3, 4-6, 6-1. Удачная серия выступлений позволила Надежде войти в топ-5 одиночного рейтинга. В мае Надя продолжила победную серию на турнире 1-й категории в Берлине. В финале россиянка одолела № 7 посева Жюстин Энен-Арденн со счётом 4-6, 6-4, 7-5. Титул стал пятым в карьере Петровой и она поднялась после неё в мировом рейтинге на третью — самую высокую в карьере позицию. К Ролан Гаррос она подошла в статусе одного из фаворитов после впечатляющей победной серии, однако Надежда оступилась уже в первом раунде, проиграв японке Акико Моригами.
После Ролан Гаррос 2006 года Петрова из-за травм была вынуждена пропустить Уимблдон. В августе она выиграла парные соревнования турнира в Монреале вместе с легендарной Мартиной Навратиловой. Они продолжили сотрудничество и на Открытом чемпионате США, где их дуэт вышел в четвертьфинал. В начале октября Надежда выиграла пятый в сезоне одиночный титул, взяв его на турнире в Штутгарте и обыграв в решающем матче Татьяну Головин — 6-3, 7-6(4), а в полуфинале № 4 в мире Светлану Кузнецову. На домашнем турнире 1-й категории Кубке Кремля Петрова смогла выйти в финал. В титульном матче её обыграла соотечественница Анна Чакветадзе — 4-6, 4-6. На турнире в Линце Петрова вышла в ещё один финал, где также проиграла россиянке Марии Шараповой — 5-7, 2-6. На Итоговом чемпионате WTA она смогла выиграть первую ракетку мира Амели Моресмо со счётом 6-2, 6-2. Однако эта победа не позволила Наде выйти в полуфинал, два других матча в группе она проиграла (Энен-Арденн и Хингис). По результатам самого успешного в своей карьере сезона Петрова выиграла пять одиночных титулов, ещё дважды выходила в финал и заняла итоговое 6-е место в мировом рейтинге.

### 2007—2009 (победа в Кубке Федерации)
Сезон 2007 года Петрова начала с победы на неофициальном командном турнире Кубок Хопмана. Она представила команду России совместно с Дмитрием Турсуновым и в финале они обыграли команду Испании. На Австралийском чемпионате Петрова уже в третьем раунде встретилась с Сереной Уильямс и проиграла ей. В феврале на турнире в Париже она выиграла в полуфинале у третьей ракетки мира Амели Моресмо (5-7, 6-4, 7-6(7)). В финале 24-летняя россиянка справилась с Луцией Шафаржовой (4-6, 6-1, 6-4) и завоевала титул. В апреле она вышла в финал в Амелия-Айленде, где год назад стала чемпионкой. На этот раз Петрова уступила Татьяне Головин — 2-6, 1-6. В июне она сыграла в полуфинале турнира на траве в Истборне. На Уимблдонском турнире Петрова выходит в четвёртый раунд в одиночном разряде и четвертьфинал в парном (со Светланой Кузнецовой). В августе на турнире в Лос-Анджелесе она вышла в финал, где не смогла одолеть Ану Иванович — 5-7, 4-6. По ходу сезона Петрова помогла сборной России выйти в финал Кубка Федерации. На финальный матч против сборной Италии в сентябре месяце Надя была заявлена на парную решающую встречу, которая в итоге не состоялась. Россиянки выиграли все четыре личные встречи и стали обладательницами Кубка Федераций.
На Открытом чемпионате Австралии 2008 года результатом Петровой стал выход в четвёртый раунд, а на Ролан Гаррос в третий. Первого в сезоне финала она достигла на турнире в Истборне в июне. В решающем матче Надя проиграла Агнешке Радваньской со счётом 4-6, 7-6(11), 4-6. На Уимблдонском турнире Петрова во второй раз в карьере вышла в четвертьфинал. В августе на турнире в Цинциннати Петрова совершила победный дубль, выиграв одиночные и парные соревнования. В финале одиночек она выиграла Натали Деши со счётом 6-2, 6-1, а в парном первенстве выступила в одной команде с Марией Кириленко. Лучшего результата на Открытом чемпионате США Петрова добилась в миксте, где в дуэте с Йонасом Бьоркманом вышла в полуфинал. В сентябре она вышла в полуфинал турнира на Бали. На турнире 1-й категории в Токио Надя вышла в полуфинал, переиграв на своём пути в том числе № 3 в мире Ану Иванович и № 10 Агнешку Радваньскую. Также она выиграла парный приз в альянсе с Ваней Кинг. В начале октября в Штутгарте Петрова вышла в финал, где проиграла Елене Янкович — 4-6, 3-6. На Кубке Кремля она смогла победить в парном разряде совместно с Катариной Среботник. Этот трофей стал 15-м в карьере Петровой на парных соревнованиях ассоциации. В концовке сезона россиянка выиграла одиночный титул на турнире в Квебеке. В решающем матче она обыграла Бетани Маттек (4-6, 6-4, 6-1). Год она завершила на 11-м месте в рейтинге.
На Австралийском чемпионате 2009 года Петрова прошла в стадию четвёртого раунда. В апреле она сыграла свой первый в полуфинал в сезоне на турнире в Понте-Ведра-Бич. Через неделю после этого на турнире в Чарлстоне она выиграла парный титул в дуэте с Бетани Маттек-Сандс. В начале мая Маттек-Сандс и Петрова выиграла ещё один парный трофей на турнире в Штутгарте. На Ролан Гаррос их дуэт смог выйти в четвертьфинал парных соревнований, а в миксте Надя дошла до полуфинала в партнёрстве с Максимом Мирным. На Уимблдоне Петрова вышла в четвёртый раунд, где проиграла Виктории Азаренко. Также она выступила и на Открытом чемпионате США, уступив в матче за 1/4 финала Мелани Уден. В парных соревнованиях в США Петрова вышла в четвертьфинала с Маттек-Сандс. В октябре на премьер-турнире в Пекине она смогла в третьем раунде победить Серену Уильямс со счётом 6-4, 3-6, 7-6(5). Затем обыграв Пэн Шуай, Надя вышла в полуфинал, проиграв там в свою очередь Светлане Кузнецовой. На Кубке Кремля она вновь смогла выиграть парные соревнования, где она сыграла в команде с Марией Кириленко.

### 2010—2012 (парные финалы в США и Франции, бронза на Олимпиаде)
На Открытом чемпионате Австралии 2010 года Петровой удались матчи против известных теннисисток. В третьем раунде она обыграла Ким Клейстерс (6-0, 6-1) и в четвёртом раунде № 3 на тот момент Светлану Кузнецову (6-3, 3-6, 6-1). В четвертьфинале Надя проиграла, вернувшейся в тур, Жюстин Энен. На двух престижных турнирах в Индиан-Уэллсе и Майами 27-летняя россиянка выходила в финалы парных соревнований в сотрудничестве с Самантой Стосур. В апреле она завоевала парный трофей в Чарлстоне в дуэте с Лизель Хубер. В третьем раунде статусного турнира в Мадриде Петрова выбила из сетки лидера мирового рейтинга Серену Уильямс (4-6, 6-2, 6-3), однако в четвертьфинале сама уступила Луции Шафаржовой. На Открытом чемпионате Франции она в последний раз в карьере вышла в четвертьфинал Большого шлема в одиночном разряде. Для этого в четвёртом раунде Надя обыграла вторую ракетку мира Винус Уильямс (6-4, 6-3). Во встрече за выход в полуфинал она уступает Елене Дементьевой (6-2, 2-6, 0-6). На Уимблдоне Петрова доиграла до третьего раунда, где уступила в третьем раунде. В августе она смогла выйти в финал в Сан-Диего, где в борьбе за главный приз проиграла Каролине Возняцки со счётом 3-6, 6-3, 3-6. На Открытом чемпионате США Петрова впервые в карьере вышла в финал Большого шлема. Сделала она это в парном разряде, где сыграла вместе с Лизель Хубер. В решающем матче их дуэт оказался слабее пары Ваня Кинг и Ярослава Шведова, проиграв последний сет лишь на тай-брейке (6-2, 4-6, 6-7(4)). В осенней части сезона лучшим выступлением Петровой стал выход в полуфинал в Сеуле в сентябре.
Австралийский чемпионат 2011 года принёс Петровой полуфинал в парном разряде, куда она попала вместе с Лизель Хубер. Затем их дуэт дважды выходил в парный финал на турнирах в Дохе и Майами. На Ролан Гаррос Петрова вышла в четвертьфинал в женских парах в команде с Анастасией Родионовой и в полуфинал в миксте с Джейми Марреем. На Уимблдоне Петрова и Родионова вновь достигли четвертьфинала, а в одиночном разряде Надя единственный раз за сезон прошла в четвёртый раунд на Больших шлемах, где проиграла Виктории Азаренко. В конце июля Петрова впервые за три года стала чемпионкой в одиночном турнире WTA. Она выиграла соревнования в Вашингтоне, где в решающем матче победила Шахар Пеер — 7-5, 6-2. На чемпионате США Петрова лучше всего выступила в женской паре, пройдя с Марией Кириленко в полуфинал.
В марте 2012 года Петрова в дуэте с Марией Кириленко выиграла парные соревнования на премьер-турнире в Майами. На Открытом чемпионате Франции дуэт Кириленко и Петрова смог выйти в финал в женском парном разряде, который для Нади стал вторым в карьере на Больших шлемах. Петрова вновь не смогла выиграть престижный трофей, российская пара проиграла итальянкам Роберте Винчи и Саре Эррани со счётом 6-4, 4-6, 2-6. В июне на травяном турнире в Хертогенбосе Надя добилась успеха в одиночном разряде. Она стала чемпионкой турнира, обыграв в финале Урсулу Радваньскую — 6-4, 6-3. В июле в Карлсбаде она вышла в полуфинал. В начале августа Петрова выступила на своих вторых Олимпийских играх, которые проводились в Лондоне. В одиночном разряде россиянка дошла до третьего раунда, где проиграла Виктории Азаренко. В парном Олимпийском турнире Петрова в партнёрстве с Марией Кириленко завоевала бронзовую медаль. В полуфинале они не смогли справиться с сестрами Уильямс, ставшими Олимпийскими чемпионками. В матче за бронзу Кириленко и Петрова смогли обыграть ещё одних представительниц США Лизу Реймонд и Лизель Хубер со счётом 4-6, 6-4, 6-1. На Открытом чемпионате США Надежда дошла до четвёртого раунда, где проиграла Марии Шараповой, а в парном разряде с Кириленко вышла в четвертьфинал. В сентябре она успешно сыграла на турнире в Токио. Петрова победила по ходу турнира сразу трёх представительниц из топ-10. В четвертьфинале она обыграла № 7 Сару Эррани (3-6, 7-5, 6-3), в полуфинале справилась с № 9 Самантой Стосур (6-4, 6-2), а в финале сломила сопротивление № 3 в мире Агнешки Радваньской (6-0, 1-6, 6-3). На Итоговом чемпионате WTA Петрова выступила в парных соревнованиях в альянсе с Кириленко и смогла во второй раз в карьере стать его победительницей. В конце сезона ей удалось выиграть турнир чемпионок WTA. В финале Петрова победила Каролину Возняцки со счётом 6-2, 6-1. Этот титул стал последним в карьере россиянки в одиночном разряде.

### Завершение карьеры
В 2013 году Петрова впервые с 2002 года покинула первую сотню одиночного рейтинга. В начале сезона она взяла парный приз на турнире в Сиднее, завоевав его с Катариной Среботник. На Открытом чемпионате Австралии она дошла до четвертьфинала только в миксте в паре с Махешом Бхупати. В дуэте со Среботник Петрова четыре турнира подряд выходила в финалы в парном разряде. На турнирах в Дохе, Дубае и Индиан-Уэллсе они в решающем матче проигрывали. Титул Петрова и Среботник смогли выиграть в четвёртом финале подряд на турнире в Майами. На кортах Ролан Гаррос Петрова и Среботник остановились в шаге от финала, проиграв Винчи и Эррани в полуфинале. В миксте Надя вышла в четвертьфинал в партнёрстве с Хуаном Себастьяном Кабалем. В июне на травяных соревнованиях в Истборне Петрова и Среботник завоевали титул, которой оказался последним в карьере 31-летней россиянки. На Уимблдоне и Открытом чемпионате США их пара завершила выступления в четвертьфинале.
Сезон 2014 года Петрова провела не полностью. Последний раз она вышла на корт на турнирах WTA в начале апреля в американском Чарлстоне. После этого турнира Петрова больше не играла, хотя планировала вернуться к игровой практике.
В прошлом году у меня был непростой период в жизни, я потеряла маму. Об этом знает весь мир. Для меня это было очень внезапным и трагичным моментом. У меня не было ни сил, ни желания выходить на корт, поэтому я взяла небольшой перерыв. В то же время я пыталась залечить травму бедра, с которой выступала на протяжении всего прошлого года.
Надежда Петрова
8 сезонов подряд (2003—2010) заканчивала год в числе 20 лучших теннисисток планеты в одиночном разряде. Достигала третьей позиции в одиночном и парном рейтинге. Выиграла 37 турниров WTA и из них 13 в одиночном разряде. Дважды выигрывала Итоговый чемпионат WTA и выходила в финал Большого шлема в парном разряде. Завоевала бронзовую медаль в парах и стала обладательницей Кубка Федерации. 11 января 2017 года официально заявила о завершении карьеры.

## Итоговое место в рейтинге WTA по годам
| Год  | Одиночный рейтинг | Парный рейтинг |
| 2014 | 374               | 174            |
| 2013 | 102               | 8              |
| 2012 | 12                | 5              |
| 2011 | 29                | 13             |
| 2010 | 15                | 8              |
| 2009 | 20                | 16             |
| 2008 | 11                | 20             |
| 2007 | 14                | 57             |
| 2006 | 6                 | 23             |
| 2005 | 9                 | 33             |
| 2004 | 12                | 7              |
| 2003 | 12                | 13             |
| 2002 | 111               | 21             |
| 2001 | 39                | 41             |
| 2000 | 62                | 140            |
| 1999 | 95                | 151            |
| 1998 | 142               |                |
| 1997 | 589               | 848            |

## Выступления на турнирах

### Финалы турнировWTAв одиночном разряде (24)

#### Победы (13)
| Легенда: До 2009 года       | Легенда: С 2009 года    |
| --------------------------- | ----------------------- |
| Турниры Большого шлема (0*) |                         |
| Олимпиада (0)               |                         |
| Итоговый турнир WTA (0+2)   |                         |
| Турнир чемпионок WTA (1)    |                         |
| 1-я категория (2+7)         | Premier Mandatory (0+2) |
| 2-я категория (5+5)         | Premier 5 (0)           |
| 3-я категория (2+2)         | Premier (1+6)           |
| 4-я категория (0)           | International (2)       |
| 5-я категория (0)           | International (2)       |

| Титулы по покрытиям | Титулы по месту проведения матчей турнира |
| ------------------- | ----------------------------------------- |
| Хард (8+15*)        | Зал (5+8)                                 |
| Грунт (3+6)         | Зал (5+8)                                 |
| Трава (1+2)         | Открытый воздух (8+16)                    |
| Ковёр (1+1)         | Открытый воздух (8+16)                    |

* количество побед в одиночном разряде + количество побед в парном разряде.
| №   | Дата             | Турнир                  | Покрытие | Соперница в финале  | Счёт        |
| 1.  | 30 октября 2005  | Линц, Австрия           | Хард(i)  | Патти Шнидер        | 4-6 6-3 6-1 |
| 2.  | 4 марта 2006     | Доха, Катар             | Хард     | Амели Моресмо       | 6-3 7-5     |
| 3.  | 9 апреля 2006    | Амелия-Айленд, США      | Грунт    | Франческа Скьявоне  | 6-4 6-4     |
| 4.  | 16 апреля 2006   | Чарлстон, США           | Грунт    | Патти Шнидер        | 6-3 4-6 6-1 |
| 5.  | 14 мая 2006      | Берлин, Германия        | Грунт    | Жюстин Энен-Арденн  | 4-6 6-4 7-5 |
| 6.  | 8 октября 2006   | Штутгарт, Германия      | Хард(i)  | Татьяна Головин     | 6-3 7-6(4)  |
| 7.  | 11 февраля 2007  | Париж, Франция          | Ковёр(i) | Луция Шафаржова     | 4-6 6-1 6-4 |
| 8.  | 17 августа 2008  | Цинциннати, США         | Хард     | Натали Деши         | 6-2 6-1     |
| 9.  | 2 ноября 2008    | Квебек, Канада          | Хард(i)  | Бетани Маттек       | 4-6 6-4 6-1 |
| 10. | 31 июля 2011     | Колледж-парк, США       | Хард     | Шахар Пеер          | 7-5 6-2     |
| 11. | 23 июня 2012     | Хертогенбос, Нидерланды | Трава    | Урсула Радваньская  | 6-4 6-3     |
| 12. | 29 сентября 2012 | Токио, Япония           | Хард     | Агнешка Радваньская | 6-0 1-6 6-3 |
| 13. | 4 ноября 2012    | Турнир чемпионок WTA    | Хард(i)  | Каролина Возняцки   | 6-2 6-1     |

#### Поражения (11)
| №   | Дата            | Турнир                  | Покрытие | Соперница в финале  | Счёт            |
| 1.  | 26 октября 2003 | Линц, Австрия           | Хард(i)  | Ай Сугияма          | 5-7 4-6         |
| 2.  | 10 января 2004  | Голд-Кост, Австралия    | Хард     | Ай Сугияма          | 6-1 1-6 4-6     |
| 3.  | 8 мая 2005      | Берлин, Германия        | Грунт    | Жюстин Энен-Арденн  | 3-6 6-4 3-6     |
| 4.  | 16 октября 2005 | Бангкок, Таиланд        | Хард     | Николь Вайдишова    | 1-6 7-6(5) 5-7  |
| 5.  | 15 октября 2006 | Москва, Россия          | Ковёр(i) | Анна Чакветадзе     | 4-6 4-6         |
| 6.  | 29 октября 2006 | Линц, Австрия (2)       | Хард(i)  | Мария Шарапова      | 5-7 2-6         |
| 7.  | 8 апреля 2007   | Амелия-Айленд, США      | Грунт    | Татьяна Головин     | 2-6 1-6         |
| 8.  | 12 августа 2007 | Лос-Анджелес, США       | Хард     | Ана Иванович        | 5-7 4-6         |
| 9.  | 21 июня 2008    | Истборн, Великобритания | Трава    | Агнешка Радваньская | 4-6 7-6(11) 4-6 |
| 10. | 5 октября 2008  | Штутгарт, Германия      | Хард(i)  | Елена Янкович       | 4-6 3-6         |
| 11. | 28 августа 2010 | Нью-Хейвен, США         | Хард     | Каролина Возняцки   | 3-6 6-3 3-6     |

### Финалы турнировITFв одиночном разряде (5)

#### Победы (4)
| Легенда:         |
| ---------------- |
| 100.000 USD (0*) |
| 75.000 USD (0)   |
| 50.000 USD (0)   |
| 25.000 USD (0)   |
| 10.000 USD (4)   |

| Титулы по покрытиям | Титулы по месту проведения матчей турнира |
| ------------------- | ----------------------------------------- |
| Хард (0*)           | Зал (0)                                   |
| Грунт (4)           | Зал (0)                                   |
| Трава (0)           | Открытый воздух (4)                       |
| Ковёр (0)           | Открытый воздух (4)                       |

* количество побед в одиночном разряде.
| №  | Дата           | Турнир              | Покрытие | Соперница в финале | Счёт    |
| 1. | 5 октября 1997 | Тбилиси, Грузия     | Грунт    | Анна Запорожанова  | 6-1 6-4 |
| 2. | 30 марта 1998  | Макарска, Хорватия  | Грунт    | Зузана Валекова    | 6-4 6-2 |
| 3. | 5 апреля 1998  | Хвар, Хорватия      | Грунт    | Елена Костанич     | 6-2 6-2 |
| 4. | 12 апреля 1998 | Дубровник, Хорватия | Грунт    | Катарина Среботник | 6-4 7-5 |

#### Поражения (1)
| №  | Дата         | Турнир        | Покрытие | Соперница в финале   | Счёт           |
| 1. | 21 июня 1998 | Сопот, Польша | Грунт    | Анна-Мария Фёльденьи | 6-3 2-6 6-7(5) |

### Финалы турниров Большого шлема в парном разряде (2)

#### Поражения (2)
| №  | Год  | Турнир                     | Покрытие | Партнёрша       | Соперницы в финале         | Счёт           |
| 1. | 2010 | Открытый чемпионат США     | Хард     | Лизель Хубер    | Ваня Кинг Ярослава Шведова | 6-2 4-6 6-7(4) |
| 2. | 2012 | Открытый чемпионат Франции | Грунт    | Мария Кириленко | Сара Эррани Роберта Винчи  | 6-4 4-6 2-6    |

### Финалы Итогового чемпионатаWTAв парном разряде (2)

#### Победы (2)
| №  | Год  | Место             | Покрытие | Партнёрша       | Соперницы в финале                | Счёт    |
| 1. | 2004 | Лос-Анджелес, США | Хард(i)  | Меганн Шонесси  | Кара Блэк Ренне Стаббс            | 7-5 6-2 |
| 2. | 2012 | Стамбул, Турция   | Хард(i)  | Мария Кириленко | Андреа Главачкова Луция Градецкая | 6-1 6-4 |

### Финалы турнировWTAв парном разряде (48)

#### Победы (24)
| №   | Дата             | Турнир                     | Покрытие | Партнёрша               | Соперницы в финале                       | Счёт              |
| 1.  | 23 июня 2001     | Хертогенбос, Нидерланды    | Трава    | Руксандра Драгомир-Илие | Ким Клейстерс Мириам Ореманс             | 7-6(5) 6-7(5) 6-4 |
| 2.  | 28 октября 2001  | Линц, Австрия              | Хард(i)  | Елена Докич             | Элс Калленс Чанда Рубин                  | 6-1 6-4           |
| 3.  | 27 октября 2002  | Линц, Австрия (2)          | Хард(i)  | Елена Докич             | Рика Фудзивара Ай Сугияма                | 6-3 6-2           |
| 4.  | 5 октября 2003   | Москва, Россия             | Ковёр(i) | Меганн Шонесси          | Анастасия Мыскина Вера Звонарёва         | 6-3 6-4           |
| 5.  | 4 апреля 2004    | Майами, США                | Хард     | Меганн Шонесси          | Светлана Кузнецова Елена Лиховцева       | 6-2 6-3           |
| 6.  | 11 апреля 2004   | Амелия-Айленд, США         | Грунт    | Меганн Шонесси          | Мириам Казанова Алисия Молик             | 3-6 6-2 7-5       |
| 7.  | 9 мая 2004       | Берлин, Германия           | Грунт    | Меганн Шонесси          | Жанетта Гусарова Кончита Мартинес        | 6-2 2-6 6-1       |
| 8.  | 16 мая 2004      | Рим, Италия                | Грунт    | Меганн Шонесси          | Вирхиния Руано Паскуаль Паола Суарес     | 2-6 6-3 6-3       |
| 9.  | 25 июля 2004     | Лос-Анджелес, США          | Хард     | Меганн Шонесси          | Кончита Мартинес Вирхиния Руано Паскуаль | 6-7(2) 6-4 6-3    |
| 10. | 28 августа 2004  | Нью-Хейвен, США            | Хард     | Меганн Шонесси          | Мартина Навратилова Лиза Реймонд         | 6-1 1-6 7-6(4)    |
| 11. | 15 ноября 2004   | Итоговый чемпионат WTA     | Хард(I)  | Меганн Шонесси          | Кара Блэк Ренне Стаббс                   | 7-5 6-2           |
| 12. | 20 августа 2006  | Монреаль, Канада           | Хард     | Мартина Навратилова     | Кара Блэк Анна-Лена Грёнефельд           | 6-1 6-2           |
| 13. | 17 августа 2008  | Цинциннати, США            | Хард     | Мария Кириленко         | Се Шувэй Ярослава Шведова                | 6-3 4-6 [10-8]    |
| 14. | 21 сентября 2008 | Токио, Япония              | Хард     | Ваня Кинг               | Лиза Реймонд Саманта Стосур              | 6-1 6-4           |
| 15. | 12 октября 2008  | Москва, Россия (2)         | Хард(i)  | Катарина Среботник      | Кара Блэк Лизель Хубер                   | 6-4 6-4           |
| 16. | 19 апреля 2009   | Чарлстон, США              | Грунт    | Бетани Маттек-Сандс     | Лига Декмейере Патти Шнидер              | 6-7(5) 6-2 [11-9] |
| 17. | 3 мая 2009       | Штутгарт, Германия         | Грунт(i) | Бетани Маттек-Сандс     | Хисела Дулко Флавия Пеннетта             | 5-7 6-3 [10-7]    |
| 18. | 24 октября 2009  | Москва, Россия (3)         | Хард(i)  | Мария Кириленко         | Мария Кондратьева Клара Закопалова       | 6-2 6-2           |
| 19. | 18 апреля 2010   | Чарлстон, США (2)          | Грунт    | Лизель Хубер            | Ваня Кинг Михаэлла Крайчек               | 6-3 6-4           |
| 20. | 1 апреля 2012    | Майами, США (2)            | Хард     | Мария Кириленко         | Сара Эррани Роберта Винчи                | 7-6(0) 4-6 [10-4] |
| 21. | 28 октября 2012  | Итоговый чемпионат WTA (2) | Хард(i)  | Мария Кириленко         | Андреа Главачкова Луция Градецкая        | 6-1 6-4           |
| 22. | 11 января 2013   | Сидней, Австралия          | Хард     | Катарина Среботник      | Сара Эррани Роберта Винчи                | 6-3 6-4           |
| 23. | 31 марта 2013    | Майами, США (3)            | Хард     | Катарина Среботник      | Лиза Реймонд Лора Робсон                 | 6-1 7-6(2)        |
| 24. | 22 июня 2013     | Истборн, Великобритания    | Трава    | Катарина Среботник      | Моника Никулеску Клара Закопалова        | 6-3 6-3           |

#### Поражения (24)
| №   | Дата             | Турнир                      | Покрытие | Партнёрша          | Соперницы в финале                                 | Счёт                 |
| 1.  | 6 мая 2001       | Бол, Хорватия               | Грунт    | Тина Писник        | Мария Хосе Мартинес Санчес Анабель Медина Гарригес | 5-7 4-6              |
| 2.  | 25 августа 2001  | Нью-Хэйвен, США             | Хард     | Елена Докич        | Кара Блэк Елена Лиховцева                          | 0-6 6-3 2-6          |
| 3.  | 6 октября 2002   | Москва, Россия              | Ковёр(i) | Елена Докич        | Елена Дементьева Жанетта Гусарова                  | 6-2 3-6 6-7(7)       |
| 4.  | 20 октября 2002  | Цюрих, Швейцария            | Хард(i)  | Елена Докич        | Елена Бовина Жюстин Энен                           | 2-6 6-7(2)           |
| 5.  | 18 мая 2003      | Рим, Италия                 | Грунт    | Елена Докич        | Светлана Кузнецова Мартина Навратилова             | 4-6 7-5 2-6          |
| 6.  | 21 июня 2003     | Хертогенбос, Нидерланды     | Трава    | Мэри Пирс          | Елена Дементьева Лина Красноруцкая                 | 6-2 3-6 4-6          |
| 7.  | 28 сентября 2003 | Лейпциг, Германия           | Ковёр(i) | Елена Лиховцева    | Светлана Кузнецова Мартина Навратилова             | 6-3 1-6 3-6          |
| 8.  | 20 марта 2005    | Индиан-Уэллс, США           | Хард     | Меганн Шонесси     | Вирхиния Руано Паскуаль Паола Суарес               | 6-7(3) 1-6           |
| 9.  | 25 февраля 2006  | Дубай, ОАЭ                  | Хард     | Светлана Кузнецова | Франческа Скьявоне Квета Пешке                     | 6-3 6-7(1) 3-6       |
| 10. | 14 сентября 2008 | Бали, Индонезия             | Хард     | Марта Домаховска   | Се Шувэй Пэн Шуай                                  | 7-6(4) 6-7(3) [7-10] |
| 11. | 15 января 2010   | Сидней, Австралия           | Хард     | Татьяна Гарбин     | Кара Блэк Лизель Хубер                             | 1-6 6-3 [3-10]       |
| 12. | 20 марта 2010    | Индиан-Уэллс, США (2)       | Хард     | Саманта Стосур     | Квета Пешке Катарина Среботник                     | 4-6 6-2 [5-10]       |
| 13. | 4 апреля 2010    | Майами, США                 | Хард     | Саманта Стосур     | Хисела Дулко Флавия Пеннетта                       | 3-6 6-4 [7-10]       |
| 14. | 13 сентября 2010 | Открытый чемпионат США      | Хард     | Лизель Хубер       | Ваня Кинг Ярослава Шведова                         | 6-2 4-6 6-7(4)       |
| 15. | 26 февраля 2011  | Доха, Катар                 | Хард     | Лизель Хубер       | Катарина Среботник Квета Пешке                     | 5-7 7-6(2) [8-10]    |
| 16. | 3 апреля 2011    | Майами, США (2)             | Хард     | Лизель Хубер       | Агнешка Радваньская Даниэла Гантухова              | 6-7(5) 6-2 [8-10]    |
| 17. | 8 июня 2012      | Открытый чемпионат Франции  | Грунт    | Мария Кириленко    | Сара Эррани Роберта Винчи                          | 6-4 4-6 2-6          |
| 18. | 23 июня 2012     | Хертогенбос, Нидерланды (2) | Трава    | Мария Кириленко    | Сара Эррани Роберта Винчи                          | 4-6 6-3 [9-11]       |
| 19. | 22 июля 2012     | Карлсбад, США               | Хард     | Ваня Кинг          | Ракель Копс-Джонс Абигейл Спирс                    | 2-6 4-6              |
| 20. | 12 августа 2012  | Монреаль, Канада            | Хард     | Катарина Среботник | Кристина Младенович Клаудиа Янс-Игначик            | 5-7 6-2 [7-10]       |
| 21. | 21 октября 2012  | Москва, Россия (2)          | Хард(i)  | Мария Кириленко    | Екатерина Макарова Елена Веснина                   | 3-6 6-1 [8-10]       |
| 22. | 17 февраля 2013  | Доха, Катар (2)             | Хард     | Катарина Среботник | Сара Эррани Роберта Винчи                          | 6-2 3-6 [6-10]       |
| 23. | 23 февраля 2013  | Дубай, ОАЭ (2)              | Хард     | Катарина Среботник | Бетани Маттек-Сандс Саня Мирза                     | 4-6 6-2 [7-10]       |
| 24. | 16 марта 2013    | Индиан-Уэллс, США (3)       | Хард     | Катарина Среботник | Екатерина Макарова Елена Веснина                   | 0-6 7-5 [6-10]       |

### Финалы командных турниров (3)

#### Победы (2)
| №  | Год  | Турнир          | Команда                      | Соперник в финале                | Счёт |
| 1. | 2007 | Кубок Хопмана   | Россия Н.Петрова, Д.Турсунов | Испания А.Медина, Т.Робредо      | 2-0  |
| 2. | 2007 | Кубок Федерации | Россия Не играла в финале    | Италия Ф.Скьявоне, М.Сантанджело | 4-0  |

#### Поражения (1)
| №  | Год  | Турнир          | Команда                                     | Соперник в финале                                | Счёт |
| 1. | 2001 | Кубок Федерации | Россия Н.Петрова, Е.Дементьева, Е.Лиховцева | Бельгия Ж.Энен, К.Клейстерс, Э.Калленс, Л.Куртуа | 1-2  |

## История выступлений на турнирах
| Турнир                                | 1998           | 1999           | 2000           | 2001           | 2002           | 2003           | 2004           | 2005           | 2006           | 2007           | 2008           | 2009          | 2010          | 2011          | 2012          | 2013          | 2014          | Итог   | В/П за карьеру |
| ------------------------------------- | -------------- | -------------- | -------------- | -------------- | -------------- | -------------- | -------------- | -------------- | -------------- | -------------- | -------------- | ------------- | ------------- | ------------- | ------------- | ------------- | ------------- | ------ | -------------- |
| Турниры Большого шлема                |                |                |                |                |                |                |                |                |                |                |                |               |               |               |               |               |               |        |                |
| Открытый чемпионат Австралии          | -              | 1Р             | 3Р             | 2Р             | -              | 3Р             | 1Р             | 4Р             | 1/4            | 3Р             | 4Р             | 4Р            | 1/4           | 3Р            | 2Р            | 1Р            | -             | 0 / 14 | 27-14          |
| Открытый чемпионат Франции            | -              | К              | 1Р             | 4Р             | -              | 1/2            | 3Р             | 1/2            | 1Р             | 1Р             | 3Р             | 2Р            | 1/4           | 1Р            | 3Р            | 1Р            |               | 0 / 13 | 24-13          |
| Уимблдонский турнир                   | -              | 2Р             | 2Р             | 4Р             | -              | 3Р             | 4Р             | 1/4            | -              | 4Р             | 1/4            | 4Р            | 3Р            | 4Р            | 3Р            | 1Р            | -             | 0 / 13 | 31-13          |
| Открытый чемпионат США                | К              | К              | 2Р             | 2Р             | 1Р             | 4Р             | 1/4            | 1/4            | 3Р             | 3Р             | 3Р             | 4Р            | 1Р            | 3Р            | 4Р            | 1Р            | -             | 0 / 14 | 27-14          |
| Итог                                  | 0 / 0          | 0 / 2          | 0 / 4          | 0 / 4          | 0 / 1          | 0 / 4          | 0 / 4          | 0 / 4          | 0 / 3          | 0 / 4          | 0 / 4          | 0 / 4         | 0 / 4         | 0 / 4         | 0 / 4         | 0 / 4         | 0 / 0         | 0 / 54 |                |
| В/П в сезоне                          | 0-0            | 1-2            | 4-4            | 8-4            | 0-1            | 12-4           | 9-4            | 16-4           | 6-3            | 7-4            | 11-4           | 10-4          | 10-4          | 7-4           | 8-4           | 0-4           | 0-0           |        | 109-54         |
| Олимпийские игры                      |                |                |                |                |                |                |                |                |                |                |                |               |               |               |               |               |               |        |                |
| Летняя олимпиада                      | НП             | НП             | -              | Не проводился  | Не проводился  | Не проводился  | 2Р             | Не проводился  | Не проводился  | Не проводился  | -              | Не проводился | Не проводился | Не проводился | 3Р            | НП            | НП            | 0 / 2  | 3-2            |
| Итоговые турниры                      |                |                |                |                |                |                |                |                |                |                |                |               |               |               |               |               |               |        |                |
| Итоговый турнир WTA                   | -              | -              | -              | -              | -              | -              | -              | Группа         | Группа         | -              | Группа         | -             | -             | -             | -             | -             | -             | 0 / 3  | 2-5            |
| Турнир чемпионок WTA                  | Не проводился  | Не проводился  | Не проводился  | Не проводился  | Не проводился  | Не проводился  | Не проводился  | Не проводился  | Не проводился  | Не проводился  | Не проводился  | -             | -             | 1/2           | П             | -             | -             | 1 / 2  | 6-1            |
| Турниры WTA Premier Mandatory         |                |                |                |                |                |                |                |                |                |                |                |               |               |               |               |               |               |        |                |
| Индиан-Уэллс                          | -              | -              | -              | 3Р             | -              | К              | 3Р             | 4Р             | -              | 4Р             | -              | -             | 4Р            | 4Р            | 4Р            | 4Р            | 1Р            | 0 / 9  | 15-9           |
| Майами                                | -              | К              | 1/4            | 1Р             | -              | К              | 1/2            | 2Р             | 1/4            | 1/4            | 2Р             | 3Р            | 3Р            | 2Р            | 2Р            | 3Р            | 2Р            | 0 / 13 | 18-13          |
| Мадрид                                | Не проводился  | Не проводился  | Не проводился  | Не проводился  | Не проводился  | Не проводился  | Не проводился  | Не проводился  | Не проводился  | Не проводился  | Не проводился  | 3Р            | 1/4           | 1Р            | 2Р            | 2Р            | -             | 0 / 5  | 7-5            |
| Пекин                                 | Не проводился  | Не проводился  | Не проводился  | Не проводился  | Не проводился  | Не проводился  | Не 1 категория | Не 1 категория | Не 1 категория | Не 1 категория | Не 1 категория | 1/2           | 3Р            | 1Р            | 2Р            | -             | -             | 0 / 4  | 6-3            |
| Турниры WTA Premier 5                 |                |                |                |                |                |                |                |                |                |                |                |               |               |               |               |               |               |        |                |
| Доха / Дубай                          | Не проводился  | Не проводился  | Не проводился  | Не 1 категория | Не 1 категория | Не 1 категория | Не 1 категория | Не 1 категория | Не 1 категория | Не 1 категория | 1Р             | -             | 1Р            | -             | -             | 3Р            | 1Р            | 0 / 4  | 2-4            |
| Рим                                   | -              | К              | -              | 3Р             | -              | 3Р             | 2Р             | 3Р             | -              | 3Р             | 1Р             | 3Р            | 1/4           | 1Р            | 2Р            | 1Р            | -             | 0 / 11 | 11-11          |
| Монреаль / Торонто                    | -              | -              | 2Р             | 1Р             | -              | 3Р             | 2Р             | 1/4            | 2Р             | 1/4            | 3Р             | 1Р            | 2Р            | 2Р            | 1Р            | -             | -             | 0 / 12 | 11-12          |
| Цинциннати                            | Не проводился  | Не проводился  | Не проводился  | Не проводился  | Не проводился  | Не проводился  | Не 1 категория | Не 1 категория | Не 1 категория | Не 1 категория | Не 1 категория | 1Р            | 1Р            | 1/4           | 1Р            | -             | -             | 0 / 4  | 3-4            |
| Токио                                 | -              | -              | 1Р             | -              | -              | 1Р             | -              | -              | -              | -              | 1/2            | 2Р            | 1Р            | -             | П             | -             | -             | 1 / 6  | 10-5           |
| Прочие бывшие турниры 1 категории WTA |                |                |                |                |                |                |                |                |                |                |                |               |               |               |               |               |               |        |                |
| Чарлстон                              | -              | К              | -              | 1Р             | -              | -              | 1/4            | 1/4            | П              | -              | -              | NM5           | NM5           | NM5           | NM5           | NM5           | NM5           | 1 / 4  | 9-3            |
| Москва                                | 2Р             | 2Р             | -              | 1Р             | 1/4            | 1Р             | 2Р             | -              | Ф              | -              | 1/4            | NM5           | NM5           | NM5           | NM5           | NM5           | NM5           | 0 / 8  | 11-8           |
| Берлин                                | -              | -              | -              | -              | -              | 2Р             | 3Р             | Ф              | П              | 1/4            | 2Р             | Не проводился | Не проводился | Не проводился | Не проводился | Не проводился | Не проводился | 1 / 6  | 14-5           |
| Карлсбад                              | Не 1 категория | Не 1 категория | Не 1 категория | Не 1 категория | Не 1 категория | Не 1 категория | 1Р             | 2Р             | 2Р             | 1/4            | НП             | НП            | NM5           | NM5           | NM5           | NM5           | NM5           | 0 / 4  | 2-4            |
| Цюрих                                 | -              | К              | -              | 2Р             | -              | 1/2            | 1/4            | 2Р             | -              | -              | NM5            | Не проводился | Не проводился | Не проводился | Не проводился | Не проводился | Не проводился | 0 / 4  | 7-4            |
| Статистика за карьеру                 |                |                |                |                |                |                |                |                |                |                |                |               |               |               |               |               |               |        |                |
| Проведено финалов                     | 0              | 0              | 0              | 0              | 0              | 1              | 1              | 3              | 7              | 3              | 4              | 0             | 1             | 1             | 3             | 0             | 0             |        | 24             |
| Выиграно турниров                     | 0              | 0              | 0              | 0              | 0              | 0              | 0              | 1              | 5              | 1              | 2              | 0             | 0             | 1             | 3             | 0             | 0             |        | 13             |
| В/П: всего                            | 27-6           | 27-14          | 24-18          | 25-23          | 6-6            | 45-23          | 40-25          | 56-22          | 48-19          | 38-19          | 47-24          | 30-21         | 32-19         | 25-21         | 39-19         | 9-13          | 3-2           |        | 532-299        |
| Σ % побед                             | 82 %           | 66 %           | 57 %           | 52 %           | 50 %           | 66 %           | 62 %           | 72 %           | 72 %           | 67 %           | 66 %           | 59 %          | 63 %          | 54 %          | 67 %          | 41 %          | 60 %          |        | 64 %           |

К — проигрыш в отборочном турнире; NM5 — турнир не входит в категории Premier Mandatory и Premier 5.
| Турнир                                | 1998           | 1999           | 2000           | 2001           | 2002           | 2003           | 2004           | 2005           | 2006           | 2007           | 2008           | 2009          | 2010          | 2011          | 2012  | 2013  | 2014  | Итог   | В/П за карьеру |
| ------------------------------------- | -------------- | -------------- | -------------- | -------------- | -------------- | -------------- | -------------- | -------------- | -------------- | -------------- | -------------- | ------------- | ------------- | ------------- | ----- | ----- | ----- | ------ | -------------- |
| Турниры Большого шлема                |                |                |                |                |                |                |                |                |                |                |                |               |               |               |       |       |       |        |                |
| Открытый чемпионат Австралии          | -              | -              | -              | 1Р             | -              | 1/4            | 3Р             | -              | -              | -              | 2Р             | 1Р            | 1Р            | 1/2           | 3Р    | 3Р    | -     | 0 / 9  | 14-9           |
| Открытый чемпионат Франции            | -              | -              | 2Р             | 2Р             | -              | 3Р             | 1/4            | 1/2            | -              | -              | 1Р             | 1/4           | 3Р            | 1/4           | Ф     | 1/2   |       | 0 / 11 | 28-11          |
| Уимблдонский турнир                   | -              | 2Р             | -              | 3Р             | -              | 2Р             | 1/4            | 1/4            | -              | 1/4            | -              | 3Р            | 3Р            | 1/4           | 2Р    | 1/4   | -     | 0 / 11 | 24-11          |
| Открытый чемпионат США                | -              | -              | 2Р             | 2Р             | 1/2            | 3Р             | 2Р             | 3Р             | 1/4            | -              | 2Р             | 1/4           | Ф             | 1/2           | 1/4   | 1/4   | -     | 0 / 13 | 32-13          |
| Итог                                  | 0 / 0          | 0 / 1          | 0 / 2          | 0 / 4          | 0 / 1          | 0 / 4          | 0 / 4          | 0 / 3          | 0 / 1          | 0 / 1          | 0 / 3          | 0 / 4         | 0 / 4         | 0 / 4         | 0 / 4 | 0 / 4 | 0 / 0 | 0 / 44 |                |
| В/П в сезоне                          | 0-0            | 1-1            | 2-2            | 4-4            | 4-1            | 8-4            | 9-4            | 9-3            | 3-1            | 3-1            | 2-3            | 8-4           | 9-4           | 13-4          | 11-4  | 12-4  | 0-0   |        | 98-44          |
| Олимпийские игры                      |                |                |                |                |                |                |                |                |                |                |                |               |               |               |       |       |       |        |                |
| Летняя олимпиада                      | НП             | НП             | -              | Не проводился  | Не проводился  | Не проводился  | -              | Не проводился  | Не проводился  | Не проводился  | -              | Не проводился | Не проводился | Не проводился | III   | НП    | НП    | 0 / 1  | 4-1            |
| Итоговые турниры                      |                |                |                |                |                |                |                |                |                |                |                |               |               |               |       |       |       |        |                |
| Итоговый турнир WTA                   | -              | -              | -              | -              | -              | -              | П              | -              | -              | -              | -              | -             | -             | -             | П     | 1/2   | -     | 2 / 3  | 4-1            |
| Турниры WTA Premier Mandatory         |                |                |                |                |                |                |                |                |                |                |                |               |               |               |       |       |       |        |                |
| Индиан-Уэллс                          | -              | -              | -              | -              | -              | 1/2            | 1/4            | Ф              | -              | 3Р             | -              | -             | Ф             | 1/4           | 2Р    | Ф     | -     | 0 / 8  | 19-8           |
| Майами                                | -              | -              | -              | -              | -              | 2Р             | П              | 1/4            | 1Р             | 2Р             | -              | 2Р            | Ф             | Ф             | П     | П     | -     | 3 / 10 | 27-7           |
| Мадрид                                | Не проводился  | Не проводился  | Не проводился  | Не проводился  | Не проводился  | Не проводился  | Не проводился  | Не проводился  | Не проводился  | Не проводился  | Не проводился  | 2Р            | 2Р            | 2Р            | 1/2   | 1Р    | -     | 0 / 5  | 4-5            |
| Пекин                                 | Не проводился  | Не проводился  | Не проводился  | Не проводился  | Не проводился  | Не проводился  | Не 1 категория | Не 1 категория | Не 1 категория | Не 1 категория | Не 1 категория | 1Р            | 1/4           | -             | 1/2   | -     | -     | 0 / 3  | 3-2            |
| Турниры WTA Premier 5                 |                |                |                |                |                |                |                |                |                |                |                |               |               |               |       |       |       |        |                |
| Доха                                  | Не проводился  | Не проводился  | Не проводился  | Не 1 категория | Не 1 категория | Не 1 категория | Не 1 категория | Не 1 категория | Не 1 категория | Не 1 категория | 1Р             | НП            | НП            | NM5           | -     | Ф     | 1/2   | 0 / 3  | 5-3            |
| Рим                                   | -              | -              | -              | -              | -              | Ф              | П              | -              | -              | 2Р             | 1Р             | 1/4           | 1/2           | 1/4           | 1/4   | 1/2   | -     | 1 / 9  | 18-6           |
| Цинциннати                            | Не проводился  | Не проводился  | Не проводился  | Не проводился  | Не проводился  | Не проводился  | Не 1 категория | Не 1 категория | Не 1 категория | Не 1 категория | Не 1 категория | 1/4           | 1/2           | 1/4           | -     | -     | -     | 0 / 3  | 5-3            |
| Монреаль / Торонто                    | -              | -              | -              | 1/4            | -              | 1/2            | -              | 1/4            | П              | 1/4            | 2Р             | 1Р            | 2Р            | 1Р            | Ф     | -     | -     | 1 / 10 | 16-7           |
| Токио                                 | -              | -              | -              | -              | -              | 1/4            | -              | -              | -              | -              | П              | 1/2           | 1Р            | -             | -     | -     | -     | 1 / 4  | 7-3            |
| Прочие бывшие турниры 1 категории WTA |                |                |                |                |                |                |                |                |                |                |                |               |               |               |       |       |       |        |                |
| Дубай                                 | Не 1 категория | Не 1 категория | Не 1 категория | Не 1 категория | Не 1 категория | Не 1 категория | Не 1 категория | Не 1 категория | Не 1 категория | Не 1 категория | Не 1 категория | -             | 1/2           | -             | NM5   | NM5   | NM5   | 0 / 1  | 1-1            |
| Чарлстон                              | -              | -              | -              | -              | -              | 2Р             | -              | -              | -              | 1/2            | -              | NM5           | NM5           | NM5           | NM5   | NM5   | NM5   | 0 / 2  | 3-1            |
| Карлсбад                              | Не 1 категория | Не 1 категория | Не 1 категория | Не 1 категория | Не 1 категория | Не 1 категория | 2Р             | -              | -              | 2Р             | НП             | НП            | NM5           | NM5           | NM5   | NM5   | NM5   | 0 /2   | 1-1            |
| Москва                                | 1Р             | 1Р             | -              | -              | Ф              | П              | 1/2            | -              | 1/4            | -              | П              | NM5           | NM5           | NM5           | NM5   | NM5   | NM5   | 2 / 7  | 14-5           |
| Берлин                                | -              | -              | -              | -              | -              | 1/4            | П              | 1/4            | 1/2            | 1/4            | 1Р             | НП            | НП            | НП            | НП    | НП    | НП    | 1 / 6  | 9-4            |
| Цюрих                                 | -              | 1Р             | -              | 1Р             | Ф              | 1Р             | 1/4            | -              | -              | -              | Н1К            | Н1К           | Н1К           | НП            | НП    | НП    | НП    | 0 / 5  | 4-5            |
| Статистика за карьеру                 |                |                |                |                |                |                |                |                |                |                |                |               |               |               |       |       |       |        |                |
| Проведено финалов                     | 0              | 0              | 0              | 4              | 3              | 4              | 7              | 1              | 2              | 0              | 4              | 3             | 5             | 2             | 7     | 6     | 0     | 48     |                |
| Выиграно турниров                     | 0              | 0              | 0              | 2              | 1              | 1              | 7              | 0              | 1              | 0              | 3              | 3             | 1             | 0             | 2     | 3     | 0     | 24     |                |
| В/П: всего                            | 0-2            | 6-8            | 5-9            | 24-11          | 18-6           | 39-18          | 40-9           | 18-8           | 19-8           | 14-6           | 21-13          | 32-14         | 30-15         | 29-15         | 44-17 | 39-12 | 2-4   |        | 384-175        |
| Σ % побед                             | 0 %            | 43 %           | 36 %           | 69 %           | 75 %           | 68 %           | 82 %           | 69 %           | 70 %           | 70 %           | 62 %           | 70 %          | 67 %          | 66 %          | 72 %  | 77 %  | 33 %  |        | 69 %           |

NM5 — Турнир не входит в категории Premier Mandatory и Premier 5.

## Призовые за время выступлений вWTAтуре
| Год        | Одиночные титулы WTA | Парные титулы WTA | Призовые ($)                                                    | Место в рейтинге призовых                               |
| ---------- | -------------------- | ----------------- | --------------------------------------------------------------- | ------------------------------------------------------- |
| 2001       | 0                    | 2                 | 273,859 Архивная копия от 11 августа 2011 на Wayback Machine    | 36 Архивная копия от 11 августа 2011 на Wayback Machine |
| 2002       | 0                    | 1                 | 153,864 Архивная копия от 11 августа 2011 на Wayback Machine    | 73 Архивная копия от 11 августа 2011 на Wayback Machine |
| 2003       | 0                    | 1                 | 686,794 Архивировано 22 июля 2011 года.                         | 15 Архивировано 22 июля 2011 года.                      |
| 2004       | 0                    | 7                 | 965,969 Архивная копия от 11 августа 2011 на Wayback Machine    | 13 Архивная копия от 11 августа 2011 на Wayback Machine |
| 2005       | 1                    | 0                 | 1,305,000 Архивная копия от 20 августа 2012 на Wayback Machine  | 9 Архивная копия от 20 августа 2012 на Wayback Machine  |
| 2006       | 5                    | 1                 | 1,559,514 Архивная копия от 29 сентября 2013 на Wayback Machine | 5 Архивная копия от 29 сентября 2013 на Wayback Machine |
| 2007       | 1                    | 0                 | 810,962 Архивная копия от 20 августа 2012 на Wayback Machine    | 17 Архивная копия от 20 августа 2012 на Wayback Machine |
| 2008       | 2                    | 3                 | 1,075,795 Архивная копия от 1 ноября 2014 на Wayback Machine    | 11 Архивная копия от 1 ноября 2014 на Wayback Machine   |
| 2009       | 0                    | 3                 | 821,742 Архивная копия от 20 августа 2012 на Wayback Machine    | 19 Архивная копия от 20 августа 2012 на Wayback Machine |
| 2010       | 0                    | 1                 | 1,090,595 Архивная копия от 18 июля 2011 на Wayback Machine     | 18 Архивная копия от 18 июля 2011 на Wayback Machine    |
| 2011       | 1                    | 0                 | 818,993 Архивная копия от 22 декабря 2013 на Wayback Machine    | 23 Архивная копия от 22 декабря 2013 на Wayback Machine |
| 2012       | 3                    | 2                 | 1,769,993 Архивировано 10 января 2017 года.                     | 11 Архивировано 10 января 2017 года.                    |
| 2013       | 0                    | 3                 | 811,626 Архивировано 27 марта 2017 года.                        | 29 Архивировано 27 марта 2017 года.                     |
| 2014       | 0                    | 0                 | 69,900 Архивная копия от 5 декабря 2013 на Wayback Machine      | 210 Архивная копия от 5 декабря 2013 на Wayback Machine |
| За карьеру | 13                   | 24                | 12,466,924 Архивная копия от 12 июня 2016 на Wayback Machine    | 24 Архивная копия от 12 июня 2016 на Wayback Machine    |